# Тоскано-Јоеле (Козенца)
Тоскано-Јоеле је насеље у Италији у округу Козенца, региону Калабрија.
Према процени из 2011. у насељу је живело 7 становника. Насеље се налази на надморској висини од 17 м.